# Lialis jicari
Lialis jicari là một loài thằn lằn trong họ Pygopodidae. Loài này được Boulenger mô tả khoa học đầu tiên năm 1903.